# Río Nexapa

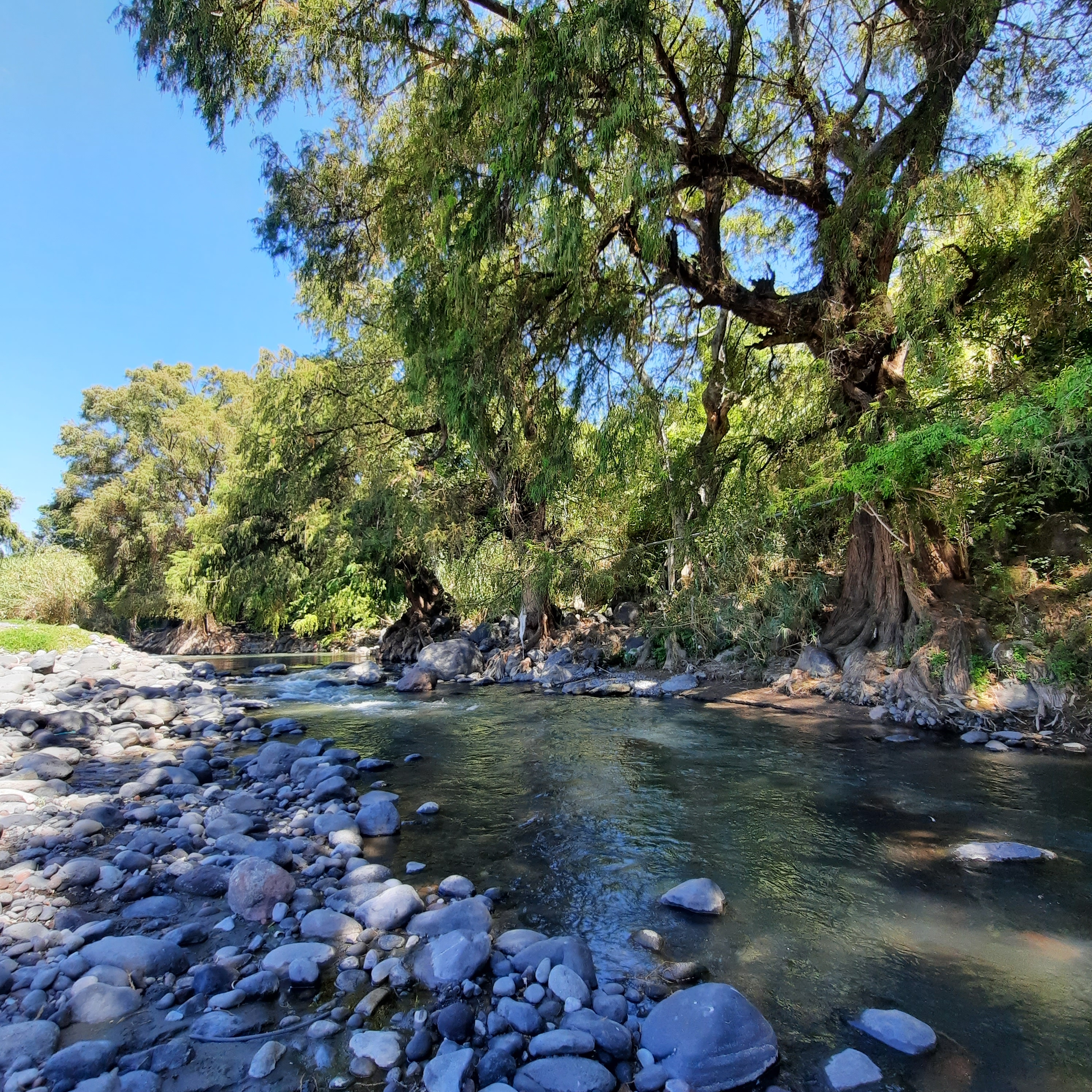
Río Nexapa.

El río Nexapa (también Mexapa) es una corriente en Puebla, México. Se encuentra a una altitud de 800 metros sobre el nivel del mar. Sus coordenadas son 18°7'0" N y 98°46'0" E.
Las fuentes del río Nexapa se remontan hasta las faldas sur y occidental del Popocatépetl, donde los arroyos confluyen hacia el sur. En su parte inicial, el río desciende sobre las rocas ígneas del Eje Neovolcánico, y sigue su ruta hacia la zona de rocas sedimentarias más antiguas de la Sierra Madre del Sur, donde su corriente ha excavado un cañón de más de 1000 m de profundidad.